# 1972 en musique
| \| • Retour à la chronologie générale de la musique populaire • \| |
| XXIe siècle • XXe siècle • XIXe siècle • XVIIIe siècle XVIIe siècle • XVIe siècle • XVe siècle • XIVe siècle XIIIe siècle • XIIe siècle • XIe siècle • Xe siècle IXe siècle • VIIIe siècle • Haut Moyen Âge • Rome • Grèce |
| • Retour à la chronologie générale de la musique populaire • |

| • Retour à la chronologie générale de la musique populaire • |

| Années de la musique populaire : 1969 - 1970 - 1971 - 1972 - 1973 - 1974 - 1975    |
| Décennies de la musique populaire : 1940 - 1950 - 1960 - 1970 - 1980 - 1990 - 2000 |

Cet article présente les faits marquants de l'année 1972 en musique.

## Faits marquants

### En France
- 48 millions de singles (45-tours et EP)[1] et 33 millions d'albums[2] sont vendus en France en 1972.
- Premiers succès de Véronique Sanson (Amoureuse), Frédéric François (Je voudrais dormir près de toi), Patrick Juvet (La musica) et Il était une fois (Rien qu'un ciel).
- Les affiches annonçant Michel Polnareff à l'Olympia font scandale et lui valent d'être condamné à 60 000 francs d'amende pour attentat à la pudeur.
- Jean Ferrat fait ses adieux à la scène au Palais des sports de Paris.
- Décès de Maurice Chevalier et Boby Lapointe.

### Dans le monde
- Premiers succès de Eagles (Take it easy), Bette Midler (Do You Wanna Dance?) et Paul Simon (Mother and Child Reunion).
- 9 février : premier concert des Wings, le nouveau groupe de Paul McCartney.
- 2 septembre - 4 septembre : Erie Canal Soda Pop Festival, festival de musique catastrophique.

## Disques sortis en 1972
- Albums sortis en 1972
- Singles sortis en 1972

## Succès de l'année en France (singles)

### Chansons classées Numéro 1
Cette liste présente, par ordre chronologique, tous les titres s'étant classés à la première place des ventes durant l'année 1972.
- Stone et Charden : L'avventura
- Ringo : Elle, je ne veux qu'elle
- Vicky Leandros : Après toi
- Mike Brant : Qui saura
- C. Jérôme : Kiss me
- Ringo : Trop belle pour rester seule
- Hot Butter : Popcorn
- Mike Brant : C'est ma prière
- Frédéric François : Laisse-moi vivre ma vie

### Chansons francophones
Cette liste présente, par ordre alphabétique, tous les titres francophones s'étant classés parmi les 10 premières places des ventes hebdomadaires durant l'année 1972.
- Adamo : J’avais oublié que les roses sont roses
- Art Sullivan : Ensemble
- C. Jérôme : Himalaya
- C. Jérôme : Kiss me
- Charles Aznavour : Les Plaisirs démodés
- Charles Aznavour : Comme ils disent
- Christian Delagrange : Rosetta
- Christian Delagrange : Sans toi je suis seul
- Christian Delagrange : Petite fille
- Claude François : Il fait beau, il fait bon
- Claude François : Y a le printemps qui chante
- Claude François : Le Lundi au soleil
- Crazy Horse : Un jour sans toi
- Dalida : Parle plus bas
- Frédéric François : Je voudrais dormir près de toi
- Frédéric François : Je n’ai jamais aimé comme je t’aime
- Frédéric François : Laisse-moi vivre ma vie
- Gérard Lenorman : De toi
- Gérard Lenorman : Les matins d’hiver
- Gérard Lenorman : Le petit prince
- Gérard Palaprat : Pour la fin du monde
- Johnny Hallyday : Comme si je devais mourir demain
- Julien Clerc : Ce n'est rien
- Marcel Amont : L’amour ça fait passer le temps
- Martin Circus : Je m'éclate au Sénégal
- Michel Delpech : La vie, la vie
- Michel Delpech : Fan de toi
- Michel Fugain : Une belle histoire
- Michel Fugain : Fais comme l’oiseau
- Michel Polnareff : Holidays
- Michel Polnareff : On ira tous au paradis
- Michel Sardou : Le Rire du sergent
- Michel Sardou : Bonsoir Clara
- Mike Brant : Qui saura
- Mike Brant : C'est ma prière
- Mireille Mathieu : Acropolis adieu
- Mort Shuman : Le Lac Majeur
- Nana Mouskouri : Soleil soleil
- Nicoletta : Mamy Blue
- Patrick Juvet : La musica
- Pierre Perret : La Cage aux oiseaux
- Pierre Perret : C'est au mois d'août
- Poppys : Des chansons pop
- Ringo : Elle, je ne veux qu'elle
- Ringo : Trop belle pour rester seule
- Ringo : Ma jalousie
- Rita Pavone : Bonjour la France
- Sheila : Samson et Dalila
- Sheila : Le mari de Mama
- Sheila : Poupée de porcelaine
- Stone et Charden : L'avventura
- Stone et Charden : Il y a du soleil sur la France
- Stone et Charden : Laisse aller la musique
- Triangle : Viens avec nous
- Vicky Leandros : Après toi

### Chansons non francophones
Cette liste présente, par ordre alphabétique, tous les titres non francophones s'étant classés parmi les 10 premières places des ventes hebdomadaires durant l'année 1972.
- Anarchic System : Popcorn
- Demis Roussos : My reason
- Ennio Morricone : Il était une fois la révolution
- Gilbert Montagné : Baby I feel so fine
- Hot Butter : Popcorn
- Isaac Hayes : Shaft
- Mac et Katie Kissoon : Freedom
- Middle of the Road : Samson and Delilah
- Pop Concerto Orchestra : Pop concerto
- Pop Tops : Mamy Blue
- The Osmonds : Crazy horses

## Succès de l'année en France (albums)
Cette liste présente, par ordre alphabétique, les albums sortis en 1972 ayant obtenu une certification Platine ou Diamant en France.

### Disques de diamant (plus d'un million de ventes)
- Neil Young : Harvest
- Simon & Garfunkel : Greatest Hits

### Disques de platine (plus de300 000 ventes)
- Georges Brassens : Fernande
- Jacques Brel : Ne me quitte pas
- Maxime Le Forestier : Mon frère
- Simon & Garfunkel : Greatest Hits

## Succès internationaux de l’année
Cette liste présente, par ordre alphabétique, les trente titres et albums ayant eu le plus de succès dans les charts internationaux en 1972,.

### Singles
- Al Green : Let's stay together
- Alice Cooper : School's out
- America : A Horse with No Name
- Bill Withers : Lean on me
- Daniel Boone : Beautiful Sunday
- Derek & The Dominos : Layla
- Don McLean : American Pie
- Donny Osmond : Puppy Love
- Dr. Hook and the Medicine Show : Sylvia's Mother
- Elton John : Rocket Man
- Elvis Presley : Burning Love
- Gary Glitter : Rock'n roll (Part 2)
- Gilbert O'Sullivan : Alone again (Naturally)
- Gilbert O'Sullivan : Clair
- Harry Nilsson : Without you
- Hot Butter : Popcorn
- Johnny Nash : I Can See Clearly Now
- Melanie : Brand new key
- Michael Jackson : Ben
- Middle of the Road : Sacramento (A wonderful town)
- Mouth & MacNeal : How do you do!
- Neil Diamond : Song sung blue
- Neil Young : Heart of Gold
- Roberta Flack : The first time ever I saw your face
- The Hollies : Long cool woman in a black dress
- The Moody Blues : Nights in White Satin
- The New Seekers : I'd like to teach the world to sing
- The Royal Scots Dragoon Guards : Amazing Grace
- The Temptations : Papa Was a Rollin' Stone
- The Sweet : Little Willy

### Albums
- Alice Cooper : School's Out
- America : America
- Black Sabbath : Vol. 4
- Carole King : Music
- Cat Stevens : Catch Bull at Four
- Chicago : Chicago V
- Curtis Mayfield : Superfly
- David Bowie : The Rise and Fall of Ziggy Stardust and the Spiders from Mars
- Deep Purple : Machine Head
- Don McLean : American Pie
- Elton John : Honky Château
- Emerson, Lake & Palmer : Trilogy
- George Harrison : The Concert for Bangladesh
- Harry Nilsson : Nilsson Schmilsson
- Jethro Tull : Thick as a Brick
- Jethro Tull : Living in the Past
- Neil Diamond : Moods
- Neil Young : Harvest
- Paul Simon : Paul Simon
- Roberta Flack : First take
- Rod Stewart : Never a Dull Moment
- Simon & Garfunkel : Greatest hits
- Slade : Slade Alive!
- Stephen Stills : Manassas
- Stevie Wonder : Talking Book
- The Faces : A Nod Is As Good As a Wink... to a Blind Horse
- The Moody Blues : Seventh Sojourn
- The Rolling Stones : Exile on Main St.
- Yes : Close to the Edge
- Yes : Fragile

## Récompenses
- États-Unis : 15e cérémonie des Grammy Awards
- Europe : Concours Eurovision de la chanson 1972

## Formations et séparations de groupes
- Groupe de musique formé en 1972
- Groupe de musique séparé en 1972

## Naissances
- 14 février : Rob Thomas, chanteur du groupe Matchbox 20
- 17 février : Billie Joe Armstrong, chanteur et guitariste de Green Day
- 29 février : 
  - José de la Línea, guitariste de flamenco franco-espagnol.
  - Dave Williams, chanteur de Drowning Pool
- 15 mars : Mark Hoppus, bassiste de Blink-182
- 17 mars : Melissa Auf der Maur, bassiste de Hole et The Smashing Pumpkins
- 1er avril: Jesse Tobias, ancien guitariste des Red Hot Chili Peppers
- 10 avril : Phi Nhung, chanteuse vietnamienne
- 11 avril : Cyril Celestin, dit Guizmo, est auteur-compositeur-interprète et musicien français, membre du groupe Tryo.
- 4 mai : Mike Dirnt, bassiste de Green Day
- 14 mai : Ike Moriz, chanteur, auteur-compositeur et musicien germano sud-africain
- 21 mai : The Notorious B.I.G., rappeur américain († 9 mars 1997)
- 26 juin : Garou, chanteur canadien
- 15 juillet : John Dolmayan, batteur de System of a Down
- 5 août : Christian Olde Wolbers, guitariste et bassiste de Fear Factory
- 6 août : Geri Halliwell, chanteuse britannique du groupe Spice Girls
- 21 septembre : Liam Gallagher, chanteur du groupe de rock britannique Oasis
- 23 septembre : Jermaine Dupri, chanteur américain
- 17 octobre : Eminem, rappeur américain
- 17 octobre : Tarkan, chanteur turc
- 19 octobre : Pras, rappeur américain des Fugees
- 29 octobre : Steeve Estatof, chanteur rock français
- 4 décembre : Justin Welch, batteur de Elastica
- 9 décembre : Tré Cool, batteur de Green Day
- 10 décembre : Brian Molko, chanteur du groupe de rock Placebo
- 18 décembre : Raymond Herrera, batteur de Fear Factory
- 21 décembre : Frédéric Lerner, auteur-compositeur-interprète français
- 22 décembre : Vanessa Paradis, chanteuse et actrice française
- 25 décembre : Josh Freese, batteur de The Vandals

## Décès
- 1er janvier : Maurice Chevalier, chanteur français
- 2 juin : Boby Lapointe, auteur-compositeur-interprète fantaisiste français